# Filip IV de Macedònia
Filip IV de Macedònia (en grec antic Φίλιππος Δʹ ὁ Μακεδών) fou rei de Macedònia l'any 297 aC.
Era el fill gran de Cassandre de Macedònia i de Tessalònica. Va regnar només un mesos (de maig a agost del 297 aC, si bé algunes referències situen el regnat entre el 297 i el 296 aC) succeint al seu pare quan aquest va morir de malaltia. No s'esmenta cap fet especial del seu període de regnat i va morir aviat a Elatea a Fòcida.
Els seus dos germans Antípater I de Macedònia i Alexandre V de Macedònia el van succeir conjuntament.